# Karur (huyện)
Huyện Karur là một huyện thuộc bang Tamil Nadu, Ấn Độ. Thủ phủ huyện Karur đóng ở Karur. Huyện Karur có diện tích 2896 ki lô mét vuông. Đến thời điểm năm 2001, huyện Karur có dân số 933791 người.